# Scaptodrosophila caliginosa
Scaptodrosophila caliginosa är en tvåvingeart som först beskrevs av Lamb 1914.  Scaptodrosophila caliginosa ingår i släktet Scaptodrosophila och familjen daggflugor. Inga underarter finns listade i Catalogue of Life.